# مرغ باران کرگولن

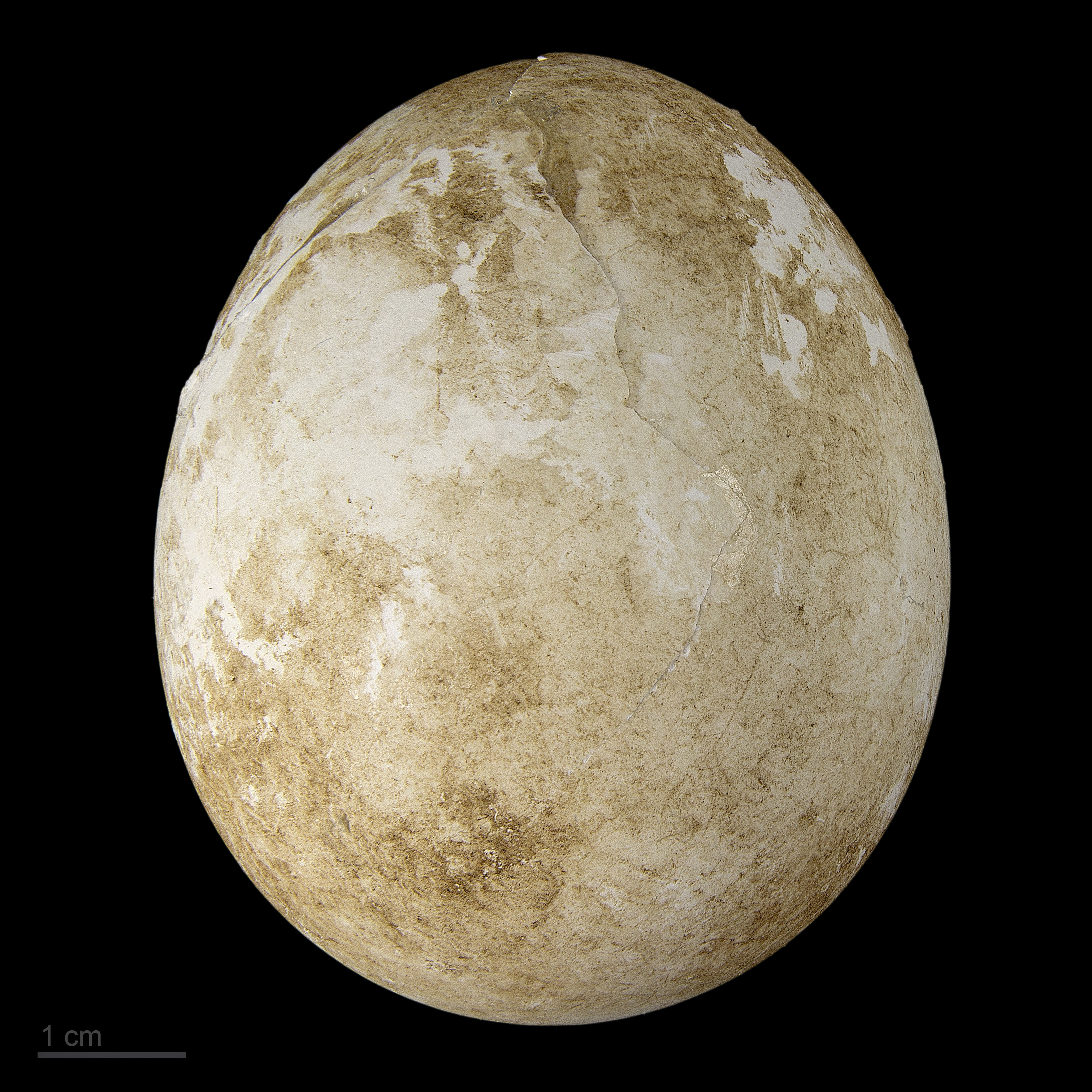
Aphrodroma brevirostris

مرغ باران کرگولن(نام علمی: Lugensa brevirostris) نام یک گونه از تیره کبوتردریاییان است.